# Chiasmocleis antenori
Chiasmocleis antenori là một loài ếch trong họ Nhái bầu.
Nó được tìm thấy ở Ecuador, Peru, và có thể cả Brasil.
Các môi trường sống tự nhiên của chúng là các khu rừng ẩm ướt đất thấp nhiệt đới hoặc cận nhiệt đới và đầm nước nhiệt đới hoặc cận nhiệt đới. Loài này đang bị đe dọa do mất môi trường sống.